# Ledečko (stacja kolejowa)
Ledečko – stacja kolejowa w Ledečku, w kraju środkowoczeskim, w Czechach. Jest to ważna stacja węzłowa o znaczeniu krajowym. Znajduje się na wysokości 300 m n.p.m.
Stacja jest wyposażona w poczekalnię, kasy biletowe, na których można zakupić bilety na pociągi krajowe i międzynarodowe oraz zarezerwować miejsce w pociągu.

## Linie kolejowe
- 014 Kolín - Ledečko
- 212 Čerčany - Světlá nad Sázavou